# Bóveda (Marvel Comics)
La Bóveda es el apodo ampliamente utilizado de una prisión ficticia abandonada para criminales superhumanos basados en tecnología (predominantemente supervillanos) que aparecían en los cómics estadounidenses publicados por Marvel Comics. El nombre oficial y completo de la prisión es la Instalación de Estados Unidos de Máxima Seguridad para la Reclusión de Criminales Sobrehumanos.
Apareció por primera vez en Vengadores Anual #15 (1986). Dejó de ser utilizada después de que la instalación fue destruida en Heroes for Hire #1 (febrero de 1997), aunque esta sigue de vez en cuando apareciendo en flashbacks en varias publicaciones de Marvel.

## Historia de publicación
La Bóveda apareció por primera vez en Vengadores Anual #15 (1986) por los escritores Steve Englehart y Danny Fingeroth, el artista Steve Ditko y el editor Mark Gruenwald. No está claro si Englehart, Fingeroth o Gruenwald (o los tres) crearon el concepto.
La Bóveda no fue la primera instalación de detención de super-humanos en aparecer en cómics. Marvel ha mostrado a sus personajes detenidos en varias penitenciarías (por lo general junto con delincuentes habituales) antes de Vengadores Anual #15, más a menudo en la "Isla Ryker" (una Rikers Island ficticia). También, el Asilo Arkham de DC Comics precede a La Bóveda por más de 12 años (aunque Arkham es técnicamente un hospital psiquiátrico, no una prisión). También está Takron-Galtos, un planeta prisión que encarcelaba muchos de los villanos de la Legión de Super-Héroes que apareció por primera vez en Adventure Comics #359 (agosto, 1967).
Sin embargo, La Bóveda fue la primera prisión que se dijo se construyó específica y exclusivamente para la detención de super-villanos, y la primera en ser ampliamente utilizada a través de una línea de cómics. Instituciones similares en otros universos del cómic, como "la Losa" y Iron Heights en el Universo DC, primero apareció años más tarde.
Después de su debut, La Bóveda rápidamente comenzó a aparecer a lo largo de la línea de títulos de Marvel, ya que se convirtió en el destino estándar de súper-humanos encarcelados en el Universo Marvel. Varias historias estaban basadas en la noción de los superhéroes siendo encarcelados en la instalación o un número de internos coordinando una fuga de la prisión. En 1991, la instalación fue el tema y el escenario principal de una novela gráfica original, Vengadores: trampa mortal, la Bóveda (después republicado como Veneno: trampa mortal, la Bóveda), que fue escrito por Danny Fingeroth con dibujos de Ron Lim.
Después Heroes for Hire Vol. 1 #1, el concepto fue abandonado. El escritor de cómics Kurt Busiek explicó algunos razonamientos para esto en una publicación de Usenet en febrero de 1001
" La Bóveda es una idea radicalmente errónea-- ya sea que los villanos escapan de a montones (que es lo que pasó) y el resultado es que este lugar supuestamente-guay se ve como si estuviera hecho de cartón, o no, en cuyo caso los villanos son capturados y desaparecen del U. Marvel siempre, desde que la época de Marvel mitiga en contra de sus sentencias nunca siendo completadas naturalmente."

## Historia ficticia
Antes de la creación de La Bóveda, los súper-humanos en custodia de los EE. UU. eran encarcelados normalmente en las salas especiales en Isla Ryker; sin embargo, la preocupación por el peligro planteado a los presos no-super-humanos por las fugas frecuentes de la población superhumana en la prisión condujo a que esos pabellones fueran cerrados.
Otra sede, el centro de investigación de energía Proyecto Pegaso, fue utilizado también brevemente, a pesar de la falta de adaptación de tal institución para su uso como una prisión general condujo a que el encarcelamiento de la mayoría de los criminales fueran interrumpidos al final. El Gobierno de EE. UU. luego se dedicó a construir una única penitenciaría dedicada y diseñada exclusivamente al arresto de criminales sobrehumanos. Usando experiencia, la investigación y la tecnología desarrollada en el Proyecto Pegaso encabezada por el Dr. Henri Sorel, y materiales extremadamente robustos, tales como adamantium y acero de osmio, construyeron una estructura subterránea de tres niveles de más de 40 pies (12,2 m) por debajo del nivel del suelo en el rango de las Montañas Rocosas en Colorado.
Los guardias de seguridad de la prisión llevaban uniformes blindados. Estos trajes, de apariencia similar a la armadura usada por el Guardia original, usaba tecnología adaptada de los diseños blindados Iron Man de Tony Stark. Originalmente Stark no estaba de acuerdo con este uso no autorizado de su trabajo, y esto lo llevó (en su disfraz de Iron Man) a eliminar por la fuerza toda su tecnología de la armadura (Iron Man #228; marzo de 1988, durante las Armor Wars). Sin embargo, la opinión de Stark más tarde cambió parcialmente. Luego pasó a contribuir al diseño de un modelo posterior del traje, limitado a trabajar solo en La Bóveda él mismo y los alrededores cercanos de la misma (Avengers Spotlight #29; febrero, 1990).
Las primeras personas que fueron detenidas en La Bóveda eran 11 miembros de las Costa Este y Oeste de los Vengadores, que eran sospechosos de traición (Vengadores Anual #15). A pesar de que finalmente escaparon, fue solo con ayuda exterior que encontraron la instalación internamente impenetrable. Ellos eventualmente fueron absueltos de todos los cargos.
Después de esos acontecimientos la prisión se llenó de presos, como los criminales super-humanos fueron trasladados allí desde todas partes del país. Rápidamente se convirtió en el sitio de numerosas fugas e intentos de escape. Uno de los fugitivos más frecuentes era el villano de Spider-Man Veneno, que escapó de la institución al menos dos veces (The Amazing Spider-Man (Vol. 1) #315 y 331 (mayo de 1989 y abril de 1990)), en el proceso matando a muchas personas. Uno de estos escapes eventualmente conducen a la formación de un grupo de individuos que se llamaron El Jurado, que pretende destruir a Veneno de una vez por todas. En otro punto, durante los acontecimientos de la novela gráfica Vengadores: trampa mortal, la Bóveda, lideró una revuelta entre los internos que motivó la intervención tanto de los Vengadores como Fuerza Libertad. Truman Marsh, el actual alcaide, se vuelve loco por el estrés de la fuga. Marsh había activado la autodestrucción de la Bóveda y debido a varios errores, iba a destruir la mitad del estado, matando a millones de personas. Para cuando Veneno mata a Marsh, el alcaide estaba plenamente dispuesto a matar a todos los inocentes con el fin de destruir a los supervillanos. Iron Man, Hank Pym y Bola de Trueno neutralizan la bomba.
Un Guardia llamado Hugh Taylor fue asesinado por Veneno en una posterior fuga. Esto llevó a su padre, el General Orwell Taylor, a reunir a un grupo de amargados exguardias de La Bóveda. Haciéndose llamar  El Jurado, el grupo luego ilegalmente utilizó versiones modificadas de su armadura para intentar dar caza y vengarse de Veneno, comenzando con su primera aparición en Venom: Lethal Protector #1 (febrero, 1993). El grupo fue reformado posteriormente, bajo la dirección del U.S. Agent.

### Mejores condiciones de vida
En Nuevos Guerreros (Vol. 1) #25 (agosto, 1992), Vance Astrovik fue sentenciado a prisión en La Bóveda, tras ser declarado culpable del homicidio de su padre. Mientras se dirigía a las instalaciones, un grupo de sus compañeros en los Nuevos Guerreros abrumaron a los guardias, con quienes Vance había trabado amistad y trataron de ayudar en su escape. Astrovik eligió permanecer en cautiverio y cumplir su condena (Nuevos Guerreros (Vol. 1) #26; junio??, 1993). Mientras estaba encarcelado, él ayudó a frustrar un motín. Parte del éxito de Vance era su disposición para hacer campaña por mejores condiciones de vida. Por ejemplo, Terraformer, un miembro capturado de Fuerza de la Naturaleza, simplemente desea una planta en su celda. Vance se las arregla para darle una del escritorio del Alcaide. Esto sirve para disminuir la ira de muchos de los presos (Nuevos Guerreros Vol. 1 #36; Junio, 1993). Astrovik fue liberado de la prisión en Nuevos Guerreros Vol. 1 #43 (January, 1994).
Al menos en una ocasión, un criminal no fue liberado de La Bóveda él mismo, sino mientras estaban camino a La Bóveda. El grupo terrorista mutante conocido como los Resistentes atacaron una furgoneta de transporte de prisioneros, matando o incapacitando a los guardias que la operaban, y liberaron al criminal mutante conocido como Mentallo.
Las fugas masivas se produjeron en la institución por lo menos en cuatro ocasiones. La primera se produjo como resultado de Iron Man habiendo desactivado la armadura de los guardias como parte de la historia Armor Wars en Iron Man Vol. 1 #228 (marzo, 1988). La fuga resultante se produjo en Capitán América (Vol. 1) #340 (abril de 1988), aunque los escapados fueron rápidamente recapturados.
La segunda fuga a gran escala, instigada por Loki, fue uno de los principales factores que contribuyen a los numerosos ataques de supervillanos sobre varios héroes durante los "Actos de Venganza", con la propia fuga ocurriendo en Avengers Spotlight #26, Control de Daños (Vol. 2) #1 (diciembre de 1989) y Quasar #6 (enero de 1990). Los villanos disfrutaron más libertad de lo esperado como el alcaide accidentalmente llama a Control de Daños antes que a los Vengadores. La instalación fue restaurada hasta su funcionalidad en el momento de Avengers Spotlight #29 (febrero de 1990), después de que la alianza de mentes criminales de Loki se haya colapsado y la mayoría de los presos fugados habían sido recapturados.
Otra fuga fue narrada en un flashback en Thunderbolts Anual '97 (1997) (había ocurrido realmente antes de los acontecimientos de Thunderbolts (Vol. 1) #1; abril de 1997), aunque sólo un puñado de fugitivos fueron nombrados. La cuarta y última fuga masiva se produjo en Heroes for Hire (Vol. 1) #1. En esa fuga final, la instalación fue destruida por los U-Foes.

### Sucesores
Como resultado de la destrucción de las instalaciones, el gobierno de EE. UU. abandonó el concepto de un centro penitenciario único para súper-humanos, en su lugar dispersando la detención de tales criminales de a un número de prisiones normales, como la Prisión Seagate y La Balsa (una parte de la Isla Ryker, situada en una isla adyacente).
Más tarde, la idea de una institución dedicada revivió, esta vez de una manera radicalmente diferente con la Prisión Monumental experimental de Lang también conocida como "Hormiguero" o "Casa Grande", donde los criminales fueron reducidos drásticamente en tamaño mediante el uso de las Partículas Pym; un método de escape fue deducido por un androide duplicado del Pensador en Hulka, y a raíz del caos que siguió el proyecto fue abandonado.
Otra prisión dedicada, apodado "La Jaula", es una isla aislada en aguas internacionales con un campo de fuerza que anula todos los poderes sobrehumanos. No está claro si la Balsa o la Casa Grande están todavía en funcionamiento ya que ambas han sufrido recientemente importantes fugas carcelarias (Nuevos Vengadores #1 y Hulka Vol. 3 #5, respectivamente). Sin embargo, Carol Danvers más tarde declaró que la Balsa seguía siendo el lugar donde los supervillanos eran "dejados" en la serie limitada Capitán Marvel #1, y Titania, una villana de Hulka, apareció en Hulka en una forma contraída después de escapar de la Casa Grande en una historia ambientada meses después Vol. 3 #5.
Con el evento reciente Guerra Civil, una nueva prisión de máxima seguridad para individuos con superpoderes fue creada por el gobierno en el lugar mismo del que ningún sobrehumano podía escapar sin ayuda - la Zona Negativa. La prisión fue apodada "Isla Fantasía" por sus presos y la 'Prisión 42' por sus diseñadores, Tony Stark y Reed Richards, como había sido su 42da idea de cien de 'Un país más seguro' tras el desastre de Stamford.

## Personal
- Howard G. Hardman - Un alcalde[2]
- Truman Marsh - un alcaide que tiene una venganza personal contra Mister Fantástico. Es asesinado cuando Veneno le impide destruir la mitad del estado.[3]
- Jzemlico - un alcalde.[4]
- Andrew Lewis (diseñador de ambas encarnaciones de La Bóveda)[5] - Posee Sistemas de Seguridad Lewis, diseñó la Bóveda de las Montañas Rocosas y fue utilizado como peón por el Pensador y Threska. También construyó la Bóveda de la Zona Negativa y culpó a Reed Richards por la muerte de su esposa.

## Reclusos conocidos
- Alimaña
- Angar el Aullador
- Anguila
- Armadillo[6]
- Bala[3]
- Brigada de Demolición
  - Martinete
  - Bola de Trueno[7]
  - Demoledor
- Cáctus
- Controlador[3]
- Corruptor
- Demonio Veloz
- Duende Verde II
- Electro
- Espantapájaros
- Frenesí
- Fuego Cruzado[8]
- Fuerza de la Naturaleza
  - Acueducto
  - Rompecielos
  - Terraformer
- Gargantúa
- Gárgola Gris[3]
- Goliat
- Grifo
- Hombre Absorbente
- Hombre Gorila II
- Hombre Radioactivo
- Hombre Topo
- Hombre-Toro[9]
- Hydro-Man
- Klaw
- Mago
- Mandril[10]
- Mentallo
- Mimi Aulladora
- Mr. Miedo (Alan Fagan)[8]
- Mister Hyde[7]
- Nekra
- Orka
- Pensador[11]
- Piedra Lunar
- Polvorín[7]
- Púa
- Recorder
- Rhino[7]
- Señor de la Guerra Krang
- Shrunken Bones
- Starstealth
  - Mayor Kalum Lo
  - Bo’Sun Stug-Bar
  - Zamsed
- Super-Skrull
- Tarántula
- Tigre Volador
- Titania[9]
- U-Foes[10]
  - Ironclad
  - Vapor
  - X-Ray
- Vance Astrovik
- Veneno
- Yetrigar

## Otras versiones

### Mutant X
En "Mutante X" la Bóveda también opera como una prisión, aparece en el número #26. Uno de sus muchos reclusos es el clásico vampiro Drácula encerrado en un ataúd tecnológico. Las fuerzas atacan La Bóveda, matando a muchos guardias y tomando a Drácula. A falta de otras opciones mejores, Henry Peter Gyrich, un empleado del gobierno, llama "Los Seis", un equipo de superhéroes, para arreglar la situación de la mejor manera posible.

### The Big M
La Bóveda está presente en esta realidad. Los internos conocidos son Destino, Mimic, Rhino, y Mister Hyde.

## En otros medios

### Televisión
- La Bóveda apareció en Iron Man episodio "Las Guerras de Armaduras, primera parte". La historia es una adaptación de la historia Guerras de Armaduras. Después de llenar la ventilación con gas para dormir, Iron Man entra en La Bóveda para desactivar las armaduras de los Guardias. Él termina luchando con Ojo de Halcón y el Guardia que acaba con Ojo de Halcón siendo derrotado y Iron Man usando los Aparatos Negadores en los uniformes de los Guardias (aunque más tarde se entera de que en realidad no usan su tecnología). Ventisca, Gárgola Gris, y Torbellino fueron mostrados como internos en La Bóveda.

- La Bóveda apareció al final de Los Cuatro Fantásticos: Los Héroes más Grandes del Mundo episodio "Hilos" donde el Amo de Marionetas fue encarcelado. Fue mencionada más tarde en "Demolición" por la Cosa donde el Hombre Topo iba a ir.

- La Bóveda aparece en El espectacular Spider-Man episodio "Noche de Apertura". Spider-Man es contratado por Norman Osborn para probar el sistema de seguridad en un plan para escapar. Sin embargo, el Duende Verde acaba tomando el control del sistema de seguridad e incluso libera a los prisioneros. Gata Negra también se infiltra en la prisión para liberar a su padre Walter Hardy (representado como el Ratero que mató al Tío Ben de Peter Parker). Mysterio, Rhino, Montana, Ox, Fancy Dan, Hombre Ígneo y Silvermane, aparecen como internos en La Bóveda y son liberados por el Duende Verde.

- La Bóveda aparece en The Super Hero Squad Show. Es utilizada para almacenar Fractales del Infinito, objetos de poder recuperados por los héroes así como encarcelar villanos. Tiene la forma de un trozo irregular de roca.

- La Bóveda aparece en Los Vengadores: los héroes más poderosos de la Tierra. Se sabe que guarda algunos supervillanos basados en tecnológica y su tecnología. Los reclusos conocidos de La Bóveda incluyen a Dínamo Carmesí, Technovore, M.O.D.O.K., Ventisca, Láser Viviente, Latigazo II, Chemistro y el Barón Strucker. En "La llegada de Iron Man", Nick Furia y algunos Agentes de S.H.I.E.L.D. dejan a algunos agentes de HYDRA tras su ataque contra las Naciones Unidas. Nick Furia interroga al Barón Strucker hasta que el Segador se infiltra en La Bóveda disfrazado como un agente de HYDRA en un plan para liberar a Strucker de la prisión. Ambos son derrotados por Nick Furia y el Barón Strucker es llevado de vuelta a su celda mientras Segador también es encarcelado. En "La Fuga", La Bóveda es una de las cuatro prisiones de supervillanos más importantes mencionadas en el primer episodio de la serie como una fuga masiva es efectuada con éxito junto con las otras tres prisiones liberando a los presos de las cuatro cárceles. Iron Man tenía que hacer que JARVIS active la secuencia de autodestrucción para destruir la Bóveda.

- La Bóveda es mencionada en Iron Man: Armored Adventures episodio "Línea de fuego". Es donde el Caballero Negro y los involucrados en el contrabando de vibranio son enviados después de que fueron derrotados por Iron Man y Pantera Negra y luego son arrestados por S.H.I.E.L.D. En "Control+Alt+Eliminar", se mencionó que había algunos operativos de A.I.M. en la Bóveda, son disfrazados de guardias que sacaron en secreto al Controlador de La Bóveda.

- La Bóveda aparece en Avengers Assemble con presos conocidos como Red Skull, M.O.D.O.K., el Escuadrón Supremo, Crimson Widow, Typhoid Mary, el Fantasma, Abominación, Maximus, el Líder, Ulysses Klaue, Whitney Frost, Crossbones, Taskmaster, Buitre, los Maestros del Mal y el Circo del Crimen. En el episodio "Fuga de la Prisión", Crimson Widow permite que la capturen y la envíen a la Bóveda para diseñar una fuga de la prisión con la ayuda de Zarda y Typhoid Mary. Sin embargo, son derrotadas por la Capitána Marvel y la Avispa. En la quinta temporada como Avengers: Black Panther's Quest, en el episodio de dos partes "La Cortina de Vibranium", Pantera Negra se deja capturar para llegar a Ulysses Klaue.
  - Una variación de Truman Marsh (expresada por William Salyers[12]) desempeña un papel importante en Avengers: Ultron Revolution como el disfraz humano de Ultron. En su disfraz de Marsh, Ultron sirve como enlace de los Vengadores con el gobierno y más tarde crea a los Poderosos Vengadores cuando los Vengadores no están de acuerdo con el manejo reciente de los Inhumanos.

- La Bóveda aparece en Hulk and the Agents of S.M.A.S.H.. En el episodio "El Encantador de Skaar", los agentes de S.M.A.S.H. llegan a la Bóveda cuando Hombre Absorbente, Titania y la Brigada de Demolición conspiraron para escapar durante un motín en la prisión, aunque solo Hombre Absorbente tuvo éxito. En "Los Doppelhulks", Abominación incrimina a los agentes de S.M.A.S.H. por atacar al Tri-Carrier de S.H.I.E.L.D., y en el siguiente episodio "Prisioneros Inesperados", los tiene encarcelados en la Bóveda, con él como su guardián. Después de resolver sus diferencias entre ellos, los agentes de S.M.A.S.H. unen fuerzas con Hombre Absorbente, Titania y la Brigada de Demolición para exponer los planes de Abominación a Nick Fury.

- La Bóveda es nombrada en el capítulo 9 de la temporada 3 de Jessica Jones, dando a entender que los presos recluidos ahí desaparecen.

### Cine
- Casi al final de Hulk el hombre increíble del 2008 al derrotar a Abominación el general ordena mandarlo a la Bóveda.

- Cerca del final de The Amazing Spider-Man 2, un informe de noticias dice que Rhino ha escapado de la Bóveda, lo que llevó a Spider-Man a tener una confrontación.

### Videojuegos
- Una prisión basada en la Bóveda apareció en el juego de X2: Wolverine's Revenge y fue llamada El Vacío. Según lo mencionado por el Profesor X en los archivos de datos del juego, esta contiene específicamente supervillanos mutantes a diferencia de supervillanos humanos como La Bóveda. Los prisioneros incluyen a Magneto, Juggernaut, y Omega Rojo, pero estos tres fueron liberados por Dientes de Sable durante el juego.

- La Bóveda aparece en el juego Fantastic Four cuando los Cuatro Fantásticos son encarcelados en la Bóveda después de que uno de los robots de Victor von Muerte causa graves daños al tratar de matar a Reed. Durante una fuga posterior de la prisión, los FF logran calmar a los prisioneros que escapan, recuperando a muchos de ellos y derrotando a Blastaar y Hombre Dragón antes de que puedan escapar.

- En el juego The Incredible Hulk: Ultimate Destruction, Hulk es temporalmente encarcelado en la Bóveda.

- La Bóveda aparece en el videojuego Marvel Super Hero Squad.
- La Bóveda se hace referencia en Marvel: Avengers Alliance.